# コスモス (ミネソタ州)
コスモス（英: Cosmos）は、アメリカ合衆国のミネソタ州ミーカー郡にある都市。サウス・フォーク・クロウ川に面する。2000年国勢調査時の人口は582人。
州ハイウェイ4号線と7号線が幹線道路。7月の第3週末には「コスモス・スペース・フェスティバル」が催される。

## 地理
国勢調査局の調査では総面積3.0平方キロ（1.1平方マイル）で、うち2.9平方キロ（1.1平方マイル）が陸地、総面積の1.75%にあたる0.1平方キロ（0.04平方マイル）が水域である。

## 人口動態
2000年の国勢調査時点でこの市には582人、240世帯、154家族が暮らしていた。人口密度は1平方キロあたり200.6人で、平方マイルに換算すると519.3人となる。住居数は261軒で、1平方キロあたりに90.0軒（1平方マイルあたりでは232.9軒）建っていることになる。住民のうち白人が98.28%を占め、他にはアジア系が4人、太平洋諸島系が1人、その他の人種が2人、混血が3人、ヒスパニックまたはラテン系が2人いる。
240世帯のうち27.5%は18歳未満の子供と暮らしており、52.5%は夫婦で生活している。8.3%は未婚の女性が世帯主であり、35.8%は家族以外の住人と同居している。28.8%が独り身世帯で、11.3%を独居老人が占める。1世帯あたりの平均構成人数は2.26人、家庭の構成人数は2.73人である。
住民のうち20.8%が18歳未満の未成年、7.9%が18歳以上24歳以下、26.8%が25歳以上44歳以下、21.1%が45歳以上64歳以下、23.4%が65歳以上となっており、平均年齢は42歳である。女性100人に対し男性が90.8人いる一方、18歳以上の女性100人ごとに対しては90.5人いる。
一世帯あたりの平均収入は30,278米ドルで、家族ごとでは36,750米ドルである。男性の平均収入は31,364米ドル、女性の平均収入は23,125米ドルで、労働者でない人々も含めた住民一人当たりの収入は15,447米ドルとなる。総人口の10.0%、家族の5.8%、18歳未満の子どもの4.1%、および65歳以上の老人の22.0%は貧困線以下の収入で生計を立てている。